# بيلي بلانكس
بيلي بلانكس (بالإنجليزية: Billy Blanks)‏ مواليد 1 سبتمبر 1955 في إيري، الولايات المتحدة، هو ممثل ومدرب لياقة بدنية وفنون قتالية أمريكي.

## الأعمال

### أفلام
- جاك وجيل
- تانغو وكاش

### مسلسلات
- آل باركر (1999)
- الوالدان السحريان (2003)

## روابط خارجية
- بيلي بلانكس على موقع الجمعية الدولية للألعاب العالمية (الإنجليزية)

- بيلي بلانكس على موقع IMDb (الإنجليزية)
- بيلي بلانكس على موقع أول موفي (الإنجليزية)
- بيلي بلانكس على موقع إن إن دي بي (الإنجليزية)
- بيلي بلانكس على موقع قاعدة بيانات الفيلم (الإنجليزية)